# دوپل‌مایر گاراونتا
دوپل‌مایر گاراونتا (به انگلیسی: Doppelmayr Garaventa Group) یک شرکت اتریشی-سوئیسی تولیدکننده سیستمهای حمل و نقل کابلی و تله‌کابین است.

در ایران، تله‌سی‌یژ پیست اسکی توچال در مسیر هتل توچال تا قله به طول 1200 متر توسط این شرکت اجرا شده است.
همچنین تله‌کابین سیب‌لند در فیروزکوه توسط این شرکت طراحی و اجرا شده است.